# جربهاري

جربهاري هي مدينة وعاصمة محافظة جدو في الصومال. يقدر عدد سكان المدينة بحوالي 286،324 نسمة.